# Ali Ismail Abbas
Ali Ismail Abbas (geboren 1991) ist ein britischer Staatsbürger irakischer Herkunft. 2003 wurde weltweit über ihn berichtet, nachdem Fotos der Fotojournalisten Yuri Kozyrev und Faleh Kheiber den damals Zwölfjährigen international bekannt machten. Er hatte im Irakkrieg schwere Verletzungen erlitten. Die Bilder wurden im Verlauf der Kriegsauseinandersetzungen zu Symbolbildern für den Krieg.

## Leben
Mit seiner Schwester Hedel und seinem Bruder Abbas wuchs Ali Ismail Abbas bis zu seinem zwölften Lebensjahr als Sohn eines Kleinbauern in einem Dorf nordöstlich von Bagdad auf. Zwölf Tage nach Beginn des Irakkriegs hatten im März 2003 zwei fehlgeleitete Raketen im Diyala-Gouvernement ihm schwerste Brand- und Armverletzungen beigefügt und seine Eltern, seinen Bruder und über ein Dutzend weiterer Familienmitglieder getötet. Abbas selbst wurde von einem Nachbarn zwar umgehend aus den Trümmern geborgen, dennoch traf er in kaum überlebensfähiger körperlicher Verfassung in der Notaufnahme des Rusafa-Krankenhauses in Bagdad ein.
Der behandelnde Arzt und Klinikleiter Mowafak Gorea appellierte über die internationale Presse an die Weltgemeinschaft, Ali Ismail Abbas zu evakuieren, damit er andernorts medizinisch versorgt werden könne. Goreas Aufruf zu internationaler Hilfe wurde durch die direkten TV-Bilder von Abbas und dessen O-Tönen am Krankenbett emotional verstärkt: „Wollt ihr uns befreien, aber warum tötet ihr uns? Wohin wird all dieser Schmerz gehen?“ sagte der Junge auf Arabisch zum Beispiel dem englischsprachigen Team von AP.
Die darauf folgende internationale Rettungsaktion wurde insbesondere von der britischen Wohltätigkeitsorganisation Limbless Association eingeleitet und umgesetzt, unter anderem durch einen spendenfinanzierten Fonds für Abbas. Dieser Fonds ermöglichte dem Kind ab Anfang 2003 unter anderem einen dreijährigen Privatschulbesuch an der Hall School in London und deckte bis ins Jahr 2016 hinein weite Teile seiner Heilungs- und Lebenshaltungskosten. Danach sah sich Abbas zu mehr Selbständigkeit in seiner Haushaltsführung wie auch hinsichtlich seiner Integration durch Ausbildung und Beruf gedrängt, weil trotz der britischen Einbürgerung im Jahr 2010 sein Aufenthaltsstatus in Großbritannien sonst möglicherweise abgelaufen wäre.
Im Sommer 2014 blickte Abbas in einem Interview mit dem britischen TV-Sender Channel 5 News kritisch auf die U.S.-geführte Offensive von 2003 zurück und nahm sowohl Großbritannien als auch die USA in die Mitverantwortung für die anhaltenden Unruhen im Irak.
Abbas ist in zweiter Ehe verheiratet. Im Frühjahr 2018 wurden er und seine Frau Zainab Eltern eines Sohnes.

### Das Kriegsereignis in der Berichterstattung
„Um Mitternacht herum schliefen wir“, sagte Abbas 2003 über den Shock-and-Awe-Luftwaffenangriff auf den Kleinbauernhof seiner Eltern, „die amerikanischen Flugzeuge kamen und warfen Raketen. Wir lebten in einem kleinen Dorf, das aus nur vier Häusern bestand, alle wurden zerstört. 16 Mitglieder meiner Familie wurden getötet.“
Ein Taxifahrer aus der Nachbarschaft hatte Abbas aus den zum Teil noch brennenden Trümmern geborgen. Danach wurde der Junge mit 60 % verbrannter Körperfläche nach Bagdad gebracht, dort sowohl brandmedizinisch als auch durch beidseitige Armamputationen notversorgt und bald darauf unter anderem von der damals für die Golf-Region zuständigen Bürochefin der Nachrichtenagentur Reuters, Samoa Nakhoul, interviewt. „Könnt ihr mir helfen, meine Arme zurückzubekommen? Glaubt ihr, dass die Ärzte mir ein neues Paar Hände geben können?“, fragte er sie. „Wenn ich keine neuen Hände bekomme, werde ich Selbstmord begehen.“

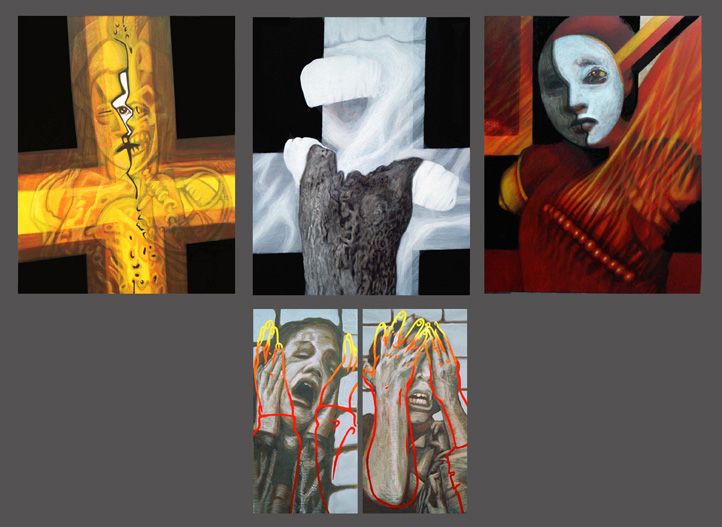
Fünfteiliger Altar Trauma von Yolanda Feindura (2003)

Noch in Bagdad machten die Kriegsfotografen Yuri Kozyrev vom U.S.-amerikanischen Time Magazine und Faleh Kheiber von der Nachrichtenagentur Reuters serienweise Fotos von dem Zwölfjährigen. Einige davon erreichten nach ihrer Veröffentlichung einerseits eine ikonographische Wirkmacht, andererseits gingen sie in der Folge in die medienkritische Diskussion rund um die Einsätze sogenannter Embedded Journalists ein. Beispielsweise erinnerte sich der Journalist Jon Lee Anderson rückblickend daran, dass Abbas’ „Gesicht wie ein altes italienisches Renaissance-Gemälde war. Er hatte eine biblische Contenance.“ Hierzu ergänzte der Reporter Bob Simon im Nachhinein: „Ali Abbas bat nie darum, der Held in einer inspirierenden Erzählung zu sein. So kam es bloß.“ Abbas selbst äußerte sich früh teilweise kritisch über das Verhalten, das Berichterstattende ihm entgegenbrachten. So sagte er 2003 noch im Krankenhaus in Bagdad dem Berichterstattungsteam des britischen Telegraphs: „Die Journalisten versprachen mir stets, mich zu evakuieren. Warum machen sie es jetzt nicht?“
Die weltweite mediale Berichterstattung hat in der Folge auch künstlerische Auseinandersetzungen mit Abbas’ Biografie nach sich gezogen. Dazu gehört der fünfteilige Altar Trauma der Bremer Malerin Yolanda Feindura aus dem Jahr 2003.

### Medizinische Rehabilitation in Großbritannien
Nach einem Behandlungsangebot aus Kuwait wurde Abbas in Begleitung von seinem Onkel Mohammed al-Sultani durch U.S. Marines zur lebenserhaltenden Behandlung in ein Zentrum für Brandverletzungen und Plastische Chirurgie nach Kuwait gebracht und circa zwei Wochen später mithilfe der Limbless Association und nach Hilfszusagen des damaligen britischen Premierministers Tony Blair im Jet des damaligen kuwaitischen Premierministers Saad Al-Salim Al-Sabah nach Großbritannien transportiert. Dort erhielt er im Londoner Queen Mary Hospital Armprothesen angepasst.
Aufgrund der hohen Berichterstattung gingen bei der Limbless Association im Jahr 2003 innerhalb kurzer Zeit Spendengelder in Höhe von etwa 250.000 U.S. Dollar für Ali Ismail Abbas ein.